# Zámecký komplex Podhradí
Zámecký komplex Podhradí stával v obci Podhradí v okrese Cheb.

## Historie
Zámecký komplex vznikl za Zedtwitzů z Hofu a skládal se ze čtyř částí:
- Hrad Neuberg
- Nový zámek - vznikl v roce 1693. V roce 1800 přestavěn na dvoupatrovou budovu. Zbořen v 60. letech 20. století.
- Horní zámek - původně renesanční zámek byl postaven v polovině 16. století. V 17. století jej poškodili Švédové, poté zrekonstruován a přestavěn. Roku 1902 vyhořel a změnil se ve zříceninu.
- Dolní zámek - vznikl roku 1750. V polovině 19. století přistavěna dvě křídla. V roce 1945 se dostal do majetku státu a začal chátrat. V roce 1965 byl zbořen.